# É pra Sempre Te Amar
É pra sempre te amar é o título de uma canção escrita pelo músico e compositor Sergio Carrer, também conhecido como "Feio". Foi gravada por Guilherme & Santiago em 2005 e fez parte da trilha sonora da novela "Essas Mulheres", da Rede Record. A canção fez muito sucesso em 2005 e é um dos grandes sucessos de Guilherme & Santiago. Ela também está presente no álbum "10 Anos - Acústico Ao Vivo", que a dupla lançou também em 2005, mas gravada em estúdio e incluída no final do disco como faixa bônus. O sucesso da canção fez com que Guilherme & Santiago colocassem seu título no primeiro DVD da dupla: "É Pra Sempre Te Amar - Ao Vivo", gravado e lançado ainda em 2005. A canção está presente em seus shows e também foi gravada pelos grupos Limão com Mel e "Mala 100 Alça".

## Desempenho nas paradas

### Posições
| País   | Parada (2005)  | Melhor posição |
| ------ | -------------- | -------------- |
| Brasil | Brasil Hot 100 | 17             |